# Nieuwbouwwoning
Een nieuwbouwwoning is een nieuw gebouwde woning. Nieuwbouwwoningen worden gebouwd door projectontwikkelaars, gemeenten, woningcorporaties en in opdracht van particulieren of gemeenten. Wanneer een particulier een nieuwbouwwoning koopt zonder overdrachtsbelasting over de koopsom te betalen wordt dit aangeduid met de term vrij op naam. Een nieuwbouwwoning kan ook worden verhuurd.
Voor de bouw van een nieuwbouwwoning is een bouwvergunning noodzakelijk en zijn de geldende voorschriften van toepassing. In Nederland worden de meeste nieuwbouwwoningen seriematig als onderdeel van bouwprojecten gerealiseerd. In dit geval is een makelaar een intermediair tussen de particulier en de projectontwikkelaar.
Op het moment van verkoop wordt er een globale opleveringsprognose gegeven, ofwel de datum waarop de nieuwbouw woning hoogstwaarschijnlijk voor bewoning klaar zal zijn. Men moet echter wel reserves in acht nemen, doordat er verschillende factoren zijn die de bouw kunnen vertragen c.q. versnellen (denk hierbij bijvoorbeeld aan het weer). Bij een nieuwbouwproject kan de particuliere koper ook 'vertraging' ondervinden, doordat er nog niet voldoende woningen zijn verkocht om de bouw voor projectontwikkelaar en aannemer rendabel te maken. In de koopovereenkomst staat een uiterlijke datum waarop de bouw moet starten, gebeurt dit niet, dan is de overeenkomst ontbonden en de particulier hoeft de nieuwbouwwoning niet meer af te nemen.
Zodra de nieuwbouwwoning klaar is zal deze aan aan de koper worden opgeleverd, mits aan alle financiële verplichtingen is voldaan. Als vertegenwoordiger van de projectontwikkelaar / aannemer zal door de opzichter, nadat hij de nieuwbouwwoning samen met de koper heeft opgenomen, een opnamestaat (eventueel voorzien van de nodige opmerkingen) ter ondertekening worden aangeboden. Daarna zullen de eventuele gebreken zo spoedig mogelijk worden hersteld. Zo'n opnamestaat wordt ook wel het proces-verbaal van oplevering genoemd.
Nieuwbouw in Nederland wordt steeds vaker gebouwd met 'prefab' materialen. De wanden met kozijnen, vloeren en dakelementen worden kant-en-klaar aangeleverd. Het bouwproces verloopt dan sneller, terwijl de voorbereiding de nodige tijd vraagt.